# Sports et Loisirs Constantia Strasbourg
L'association Sports et Loisirs Constantia Strasbourg, créée en 1897 est un club sportif français multi-activités situé à Strasbourg (Bas-Rhin) dans le quartier du Neudorf. Affiliée à la Fédération sportive et culturelle de France, à la Fédération française de volley et à la Fédération française de badminton, elle rassemble près de 300 adhérents de tous âges et de tous niveaux, du loisir à la compétition nationale, auxquels elle propose les activités de volley-ball, gymnastique, ski, badminton, tennis et salsa.

## Historique
Le patronage commence vers 1890 dans un baraquement en bois avant de bénéficier à partir de 1897 du foyer paroissial de l’église Saint-Aloyse consacrée dix ans plus tôt en remplacement d'une chapelle devenue trop exigüe. Le théâtre apparaît aussitôt avec la gymnastique dont le drapeau est béni par Mgr Keller en 1910.
Dès le retour de l’Alsace à la France, la Constantia rejoint l'Avant-garde du Rhin et organise le championnat de France de la Fédération gymnastique et sportive des patronages de France (FGSPF) à Strasbourg en 1921 où elle accueille 266 associations avec 18 000 gymnastes et musiciens. La Constantia, mise en sommeil sous l'occupation allemande, renait en 1945.

## Gymnastique
La gymnastique connaît ses heures de gloire avec Robert Hérold, un des plus grands champions de l'entre-deux-guerres. Champion national de la FGSPF en 1933, 1934 et 1935 il est membre de l'équipe olympique lors des Jeux de Berlin avant de reprendre son titre FGSPF en 1937 et 1939.
À l'origine de l'association à la fin du XIXe siècle, cette discipline reste très active au XXIe siècle. En 1999, les Pupilles sont champions fédéraux de la Fédération sportive et culturelle de France (FSCF) puis Raphaël Goetter, international depuis 1998, est sélectionné pour les Jeux mondiaux de la Fédération internationale catholique d'éducation physique et sportive (FICEP) à Linz en Autriche en 2003. En 2010 à Vienne Christophe Baeder est champion de France de la FSCF.

## Volley-ball
La section volley-ball, née dans les années 1950, est composée en 2019 de 108 de licenciés, majoritairement féminins. La section compte dix équipes en compétition et une équipe en loisirs. L'équipe Fanion évolue en championnat de France de Nationale 3. La nouvelle équipe dirigeante arrivée en 2017 a pour objectif à court terme de stabiliser l'équipe une en nationale 3 et dé structurer le club en développant la formation des jeunes, le tout dans un esprit convivial.
Une vingtaine de bénévoles œuvrent pour assurer la bonne mise en place des entraînements, plus de 200 matches par an et diverses activités festives (tournoi externe, tournois internes, événements de promotion du volley-ball, stages multisports). La section volley-ball propose également des cycles d’initiation dans les écoles du quartier du Neudorf et est partenaire du collège Louise Weiss où a été créée une section volley-ball.
Laura Wehrlé a suivi une formation au sein du club pour obtenir un diplôme d'État. Ancienne joueuse du Pôle espoirs de Mulhouse, elle est responsable des jeunes du club et entraîne l'équipe 2 féminine, joue en équipe 1 et assure les actions de promotion du volley-ball dans le quartier Neudorf.

### Formation des jeunes
Au vu des résultats des équipes féminines depuis l'arrivée de la nouvelle équipe dirigeante en 2017, la section cherche à pérenniser son niveau national en se concentrant sur la mise en place d’une politique sportive de formation. Le but est d'amener les équipes de jeunes au niveau championnat de France pour créer un vivier pour les équipes senior et en particulier pour l’équipe 1 féminine.
La section volley-ball a obtenu le label Club formateur décerné par la Fédération française de volley-ball (FFVB).

### Volley-ball pour tous
La section volley-ball du club développe une section loisirs permettant aux adultes débutants ou peu expérimentés de pratiquer ce sport.

### Résultats et palmarès

#### En 2009-2010
- l'équipe féminine 1 gagne la coupe du Bas-Rhin et la coupe d’Alsace ;
- l'équipe féminine 2 monte en division régionale ;
- l'équipe féminine 3 monte en division excellence ;
- Cécile Bruckmann est sélectionnée au Pôle espoirs de Mulhouse ;
- la Constantia gagne la médaille d’or aux Gay Games de Cologne.

#### En 2010-2011
- Julia Gonzales et Emma Kurtz sont sélectionnées au Pôle espoirs de Mulhouse.

#### En 2011-2012
- l'équipe juniors féminine est 2e d’Alsace et l'équipe féminine 1 monte en division nationale 2.

#### En 2012-2013
- l'équipe juniors féminine est championne d’Alsace, l'équipe féminine 2 monte en division régionale et l'équipe féminine 3 en excellence.

#### En 2013-2014[4]
- l'équipe féminine 1 est 4e sur 10 en nationale 2 ;
- l'équipe féminine 2 est  5e sur 13 en pré-nationale Alsace ;
- l'équipe féminine 3 est 3e sur 9 en excellence départementale ;
- l'équipe masculine est  1re sur 10 en promotion d’honneur départementale ;
- l'équipe féminine 3 est vice-championne de la coupe d’Alsace ;
- l'équipe féminine 2 est vice-championne de la coupe du Bas-Rhin ;
- les masculins sont champions régionaux dans leur catégorie ;
- Marion Goerhy et Marine Pothier sont sélectionnées au Pôle espoirs de Mulhouse.

#### En 2014-2015
- l'équipe féminine 1 monte en Élite[5].

#### En 2015-2016
- descente d'Élite et rétrogradation en Nationale 3.

#### En 2016-2017
- descente en Régionale.

#### En 2017-2018
- 2e du championnat de Pré-nationale Grand Est ;
- 1/2 finaliste de la Coupe du Bas-Rhin.

#### En 2018-2019
SF1 : 
- montée en Championnat de France de Nationale 3 ;
- 1re du championnat de Pré-Nationale Grand Est ;
- victoire de la Coupe du Grand Est ;
- victoire de la Coupe du Bas-Rhin.

SF2 :
- accession en Régionale Grand Est ;
- 1re du championnat d'Excellence départementale.

## Ski et montagne
La section, créée à la fin des années 1980, participe régulièrement aux championnats fédéraux de ski de la FSCF. En 2002 Christian Weber est champion d'Europe FICEP à Lenggries en Allemagne.
Les 31 janvier et 1er février 2015, l'association organise les championnats de la FSCF, dans la station du Schnepfenried à Sondernach (Haut-Rhin).

## Autres activités

### Activités d'entretien
La section de marche nordique est créée en 2013.

### Badminton
La section de badminton est créée en 2003.

### Danses
Une section de salsa est créée en 2012.

### Tennis
L'association dispose de deux courts de tennis.